# Monteprandone
Monteprandone är en ort och kommun i provinsen Ascoli Piceno i regionen Marche i Italien. Kommunen hade 12 708 invånare (2018).